# Island i olympiska vinterspelen 2014
Island deltog med fem deltagare vid de olympiska vinterspelen 2014 i Sotji. Ingen av landets deltagare erövrade någon medalj.

## Alpin skidåkning
- Erla Ásgeirsdóttir
- Brynjar Guðmundsson
- Einar Kristgeirsson
- Helga Maria Vilhjalmsdottir

## Längdskidåkning
- Sævar Birgisson